# Phương diện quân Stalingrad
Phương diện quân Stalingrad (tiếng Nga: Сталинградский фронт) là một tổ chức tác chiến chiến lược của Hồng quân Liên Xô trong Thế chiến thứ hai.

## Lịch sử

### Tổ chức lần thứ nhất
Phương diện quân Stalingrad được thành lập ngày 12 tháng 7 năm 1942 theo chỉ thị Stavka, dựa trên cơ sở bộ chỉ huy dã chiến của Phương diện quân Tây Nam vừa bị giải thể và các đơn vị còn lại của nó được tái tổ chức lại và bổ sung mới, bao gồm các tập đoàn quân 21, 62, 63 và 64, đặt dưới sự chỉ huy của Nguyên soái Liên Xô Semyon Timoshenko. Nhiệm vụ chủ yếu của phương diện quân là tổ chức một tuyến phòng thủ trong khúc eo lớn của sông Don, vào khoảng giữa Kletskaya và ngã ba sông Chir và Don, chuẩn bị đón đánh lực lượng của Tập đoàn quân số 6 của Đức đang tràn đến.
Đây thực sự là một nhiệm vụ rất khó khăn! Các tập đoàn quân 62, 63 và 64 chỉ mới được tổ chức một cách vội vã từ các lực lượng dự bị của Đại bản doanh, còn đơn vị có kinh nghiệm chiến trường là tập đoàn quân 21 thì đã bị thiệt hại nặng nề trong các trận đánh trước đó, rút về phía bờ sông Don để bổ sung và tổ chức lại. Địa đoạn phòng ngự của Phương diện quân Stalingrad nằm trong một dải rộng 520 km, trong khi đó, lực lượng quân Đức đang ồ ạt tiến đến có binh lực lớn hơn nhiều, về binh lực - gấp 1,7 lần, về pháo binh và xe tăng - gấp 1,3 lần, về số lượng máy bay - hơn 2 lần. Bằng mọi giá, Phương diện quân Stalingrad phải ngăn chặn được đà tiến của quân Đức tiếp cận sông Volga và bảo vệ vững chắc chiến tuyến dọc theo sông Don.
Ngày 17 tháng 7 năm 1942, các đơn vị tiên phong của Tập đoàn quân số 6 (Đức) đã bắt đầu giao chiến với các đơn vị tiền phương của các tập đoàn quân 62 và 64, bước vào tiếp cận vùng ngoại vi Stalingrad. Nhưng chỉ vài ngày sau, Stalin lại kết luận rằng Timoshenko không còn khả năng chỉ huy hiệu quả. Ông đã triệu hồi Trung tướng Vasily Gordov, Tư lệnh tập đoàn quân 21, về Moskva và bổ nhiệm làm chỉ huy mặt trận, có hiệu lực vào ngày 23 tháng 7. Lúc này, Phương diện quân Stalingrad có 8 tập đoàn quân trong biên chế (bổ sung thêm các tập đoàn quân 28, 38, 51 và 57, nhưng trên thực tế, hầu hết đều ở trong tình trạng tồi tệ, đặc biệt như tập đoàn quân 28 chỉ còn xấp xỉ 1.500 người. Phương diện quân cũng được phối thuộc tác chiến Tập đoàn quân không quân số 8 và Giang đoàn sông Volga.
Tuy nhiên, vấn đề giảm sút sức chiến đấu không chỉ mỗi quân Liên Xô mới gặp phải. Nhận thấy chỉ riêng tập đoàn quân Paulus chưa đủ sức để chiếm Stalingrad, nên ngày 31 tháng 7 năm 1942, Hitler đã ra lệnh điều tập đoàn quân xe tăng số 4 từ Cụm tập đoàn quân A sang cho cụm B để tăng cường tấn công Stalingrad. Từ ngày 2 tháng 8, tập đoàn quân xe tăng này bắt đầu tấn công phía tây nam thành phố. Phía Liên Xô cũng liên tục bổ sung quân số cho Phương diện quân Stalingrad để có thể đủ sức chặn lại đà tấn công của quân Đức. Do chiều rộng của dải phòng thủ tăng lên (khoảng 800 km), ngày 5 tháng 8, Stavka đã chia tách từ Phương diện quân Stalingrad các tập đoàn quân 52, 57 và 64 để thành lập Phương diện quân Đông Nam. Chính diện của Phương diện quân Stalingrad được co lại, biên chế gồm các tập đoàn quân 63, 21 và 62, Tập đoàn quân xe tăng số 4.
Mặc dù vậy, Phương diện quân Stalingrad vẫn không thể hoàn thành các nhiệm vụ mà Stavka đã đề ra. Ngày 28 tháng 9, tướng Gordov đã bị triệu hồi về lực lượng dự bị. Bộ tư lệnh Phương diện quân Đông Nam được giao kiêm quyền chỉ huy Phương diện quân Stalingrad. Hai ngày sau, ngày 30 tháng 9, Đại bản doanh đã ra quyết định đổi tên Phương diện quân Stalingrad thành Phương diện quân Sông Don và Phương diện quân Đông Nam được đổi thành Phương diện quân Stalingrad.

### Tổ chức lần thứ hai
Phương diện quân Stalingrad mới này được biên chế các tập đoàn quân 28, 51, 57, 62, 64 và tập đoàn quân không quân số 8. Trong tháng 11 năm 1942, Hồng quân Liên Xô khởi động Chiến dịch Sao Thiên Vương, với sự tham gia của 3 phương diện quân Tây Nam, Sông Don và Stalingrad. Kết quả là cụm quân 330.000 quân của Đức Quốc xã gần Stalingrad bị vây chặt. Trong tháng 12 năm 1942, các lực lượng thuộc Phương diện quân Stalingrad đã thực hiện nhiều phản công nhằm tiêu diệt sinh lực của cụm quân Đức bị bao vây tại Stalingrad cũng như đánh bại mọi nỗ lực của quân Đức nhằm giải vây cho cánh quân này.
Ngày 30 tháng 12 năm 1942, Stavka ra chỉ thị đổi tên Phương diện quân Stalingrad thành Phương diện quân Nam.

## Lãnh đạo phương diện quân

### Tư lệnh
| STT | Ảnh | Họ tên          | Thời gian sống | Thời gian tại nhiệm            | Cấp bậc tại nhiệm          | Ghi chú |
| --- | --- | --------------- | -------------- | ------------------------------ | -------------------------- | --- |
| 1   |     | S.K. Timoshenko | 1895 - 1970    | tháng 7, 1942                  | Nguyên soái Liên Xô (1940) | Giữ chức trong 9 ngày. |
| 2   |     | V.N. Gordov     | 1896 – 1950    | tháng 7, 1942 - tháng 9, 1942  | Trung tướng (1942)         | Thượng tướng (1943). Bị xử bắn ngày 24 tháng 8 năm 1950 cùng với các tướng G.I. Kulik và F.T. Rybalchenko. Được phục hồi danh dự hoàn toàn năm 1960. |
| *   |     | A.I. Yeryomenko | 1892 - 1970    | tháng 9, 1942                  | Thượng tướng (1941)        | Tư lệnh Phương diện quân Đông Nam kiêm nhiệm. |
|     |     |                 |                |                                |                            | |
| 3   |     | A.I. Yeryomenko | 1892 - 1970    | tháng 9, 1942 - tháng 12, 1942 | Thượng tướng (1941)        | Nguyên soái Liên Xô (1955) |

### Ủy viên Hội đồng quân sự
| STT | Ảnh | Họ tên           | Thời gian sống | Thời gian tại nhiệm            | Cấp bậc tại nhiệm  | Ghi chú                                          |
| --- | --- | ---------------- | -------------- | ------------------------------ | ------------------ | ------------------------------------------------ |
| 1   |     | N.S. Khrushchyov | 1894 – 1971    | tháng 7, 1942 - tháng 9, 1942  |                    | Bí thư thứ nhất Trung ương Đảng Cộng sản Ukraina |
|     |     |                  |                |                                |                    |                                                  |
| *   |     | N.S. Khrushchyov | 1894 – 1971    | tháng 9, 1942 - tháng 12, 1942 | Trung tướng (1942) | Bí thư thứ nhất Đảng Cộng sản Liên Xô            |

### Tham mưu trưởng
| STT | Ảnh                                           | Họ tên          | Thời gian sống | Thời gian tại nhiệm             | Cấp bậc tại nhiệm  | Ghi chú                                            |
| --- | --------------------------------------------- | --------------- | -------------- | ------------------------------- | ------------------ | -------------------------------------------------- |
| 1   |                                               | P.I. Bodin      | 1900 - 1942    | tháng 7, 1942                   | Trung tướng (1941) | Hy sinh trên chiến trường ngày 2 tháng 11 năm 1942 |
| 2   | Tập tin:Дмитрий Никитич Никишов - генерал.jpg | D.N. Nikishev   | 1898 - 1973    | tháng 7, 1942 - tháng 9, 1942   | Thiếu tướng (1940) |                                                    |
| 3   |                                               | K.A. Kovalenko  | 1891 - 1980    | tháng 9, 1942                   | Thiếu tướng (1940) |                                                    |
|     |                                               |                 |                |                                 |                    |                                                    |
| 4   |                                               | G.F. Zakharov   | 1897 – 1957    | tháng 9, 1942 - tháng 10, 1942  | Thiếu tướng (1940) | Đại tướng (1944)                                   |
| 5   |                                               | I.S. Varennikov | 1901 - 1971    | tháng 10, 1942 - tháng 12, 1942 | Thiếu tướng (1942) | Trung tướng (1943)                                 |

## Biên chế chủ lực

### 1 tháng 10 năm 1942
- Tập đoàn quân 28
- Tập đoàn quân 51
- Tập đoàn quân 57
- Tập đoàn quân  62
- Tập đoàn quân 64
- Tập đoàn quân không quân 8